# Elecciones generales de Suecia de 1952
Las elecciones generales de Suecia fueron realizadas el 21 de septiembre de 1952. El Partido Socialdemócrata Sueco se posicionó como el partido político más grande 110
de los 230 escaños en la Segunda Cámara del Riksdag y junto con el Partido de la Izquierda obtuvieron 115 escaños y los otros partidos 115 escaños. Aun así, Tage Erlander y los socialdemócratas consolidaron su segundo gobierno junto con el Partido de Centro en 1951, y junto con ese partido, lograron conformar 136 escaños parlamentario, y junto con los comunistas forman un total de 141 escaños. En la otra Cámara elegida indirectamente, los socialdemócratas obtuvieron mayoría absoluta.
La incidente Catalina había tenido lugar mese previos a las elecciones, y fue muy discutido durante aquel entonces.

## Resultados
| Partido                          | Votos     | %    | Escaños | +/– |
| -------------------------------- | --------- | ---- | ------- | --- |
| Partido Socialdemócrata Sueco    | 1.742.284 | 46.0 | 110     | –2  |
| Partido Popular Liberal          | 924.819   | 24.4 | 58      | +1  |
| Partido de la Coalición Moderada | 543.825   | 14.4 | 31      | +8  |
| Partido del Centro               | 406.183   | 10.7 | 26      | –4  |
| Partido de la Izquierda          | 164.194   | 4.3  | 5       | –3  |
| Otros partidos                   | 2.402     | 0.1  | 0       | 0   |
| Votos en blanco/nulos            | 17.577    | –    | –       | –   |
| Total                            | 3.801.284 | 100  | 230     | 0   |
| Participación electoral          | 4.805.216 | 79.1 | –       | –   |
| Fuente: Nohlen & Stöver          |           |      |         |     |